# Mathcad
Mathcad, psáno také MathCad či MathCAD, je počítačový nástroj - software a programovací prostředí, které je určené především pro technické, fyzikální či matematické výpočty a jejich následnou prezentaci a sdílení. Patří také do skupiny programů CAS (Computer Algebra Systems).

## Historie a popis
Mathcad vznikl v roce 1986 pro tehdejší operační systém DOS. a napsali jej Allen Razdow a Josh Bernoff. Byl představen světu jako první a průlomová živá editace (tzv. WYSIWYG) matematického zápisu v interaktivním rozhraní v kombinaci s následnými automatickými výpočty a popisným textem. Tento software také jako první kontroloval konzistenci (tj. vzájemý případný přepočet) fyzikálních veličin. Původně jej vyvinula společnost Mathsoft a od roku 2006 je produktem společnosti Parametric Technology Corporation (PTC Inc.). Mathcad byl redakcí časopisu PC Magazine označen za „Best of '87“ a „Best of '88“. V Mathcadu se rovnice, matematické funkce, vektory, algebraické operace, grafy, popisné texty apod. vytvářejí a upravují ve stejném grafickém formátu, v jakém jsou prezentovány (tj. WYSIWYG). Tento přístup později převzaly další software jako Mathematica, Maple, Macsyma, MATLAB aj. Matcad je orientován na snadné používání, dokumentaci a prezentaci výpočtových aplikací. V Mathcadu je možné také zpracovat symbolické výpočty. Také je integrován do dalších produktů, např. Creo Elements/Pro aj.

## Další informace
Program není freeware, ale existují i několikatidenní licence zdarma.

## Galerie

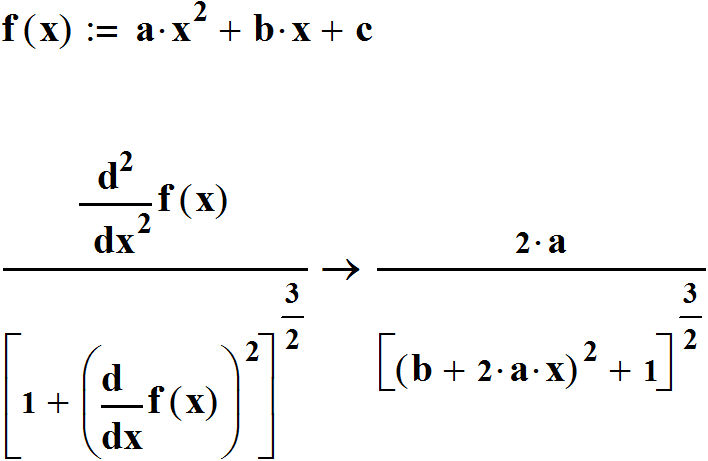
Výpočet křivosti křivky kvadratické funkce
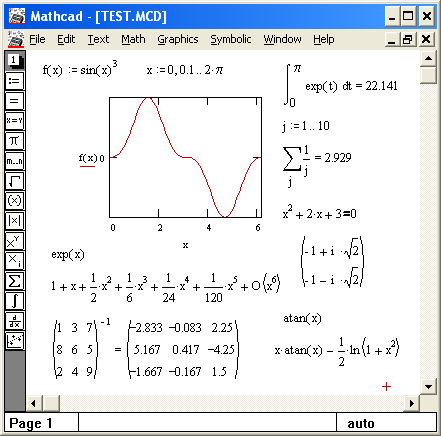
Mathcad 3.1
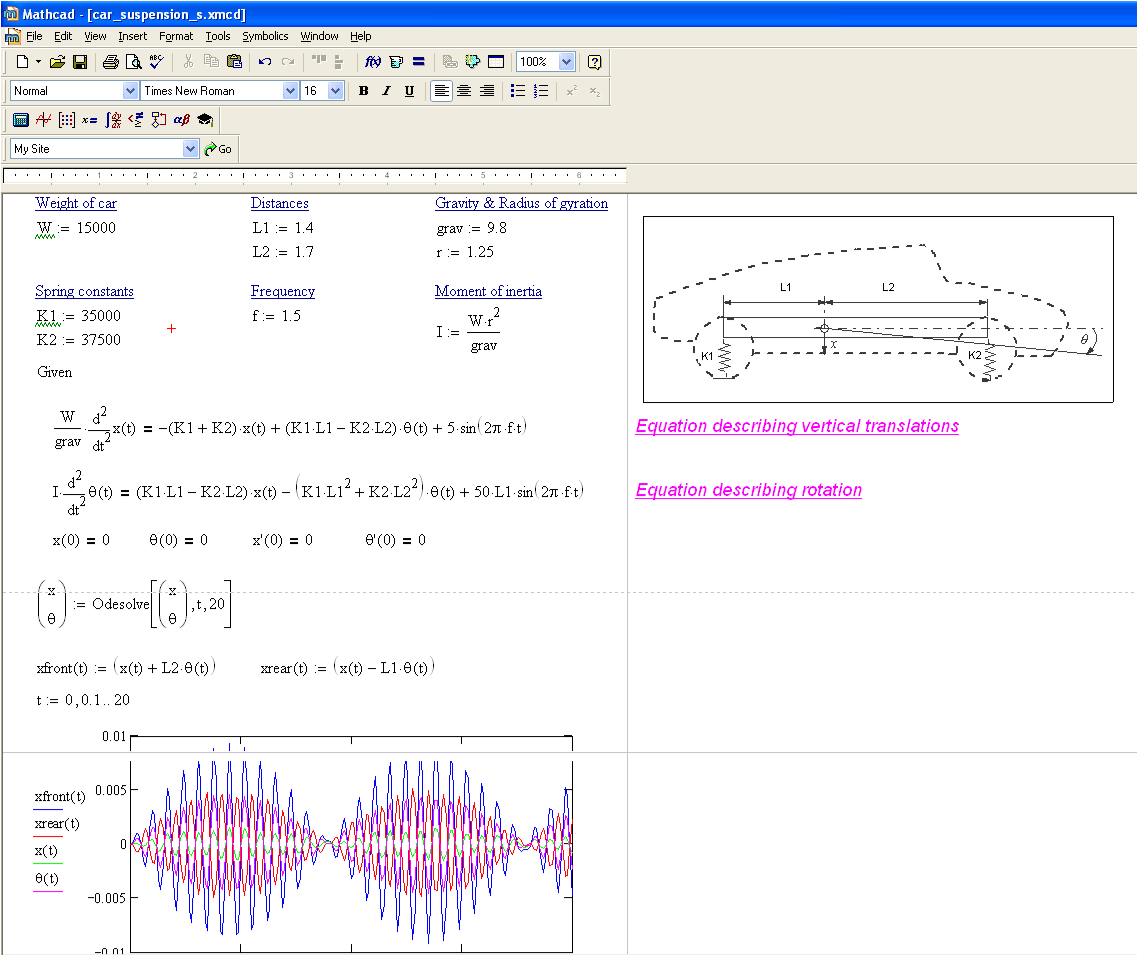
Mathcad 13.0
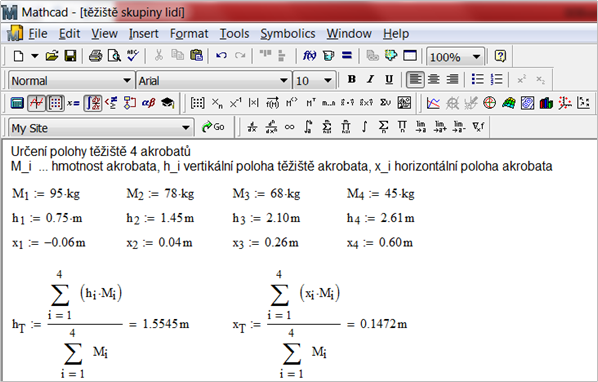
Mathcad 15
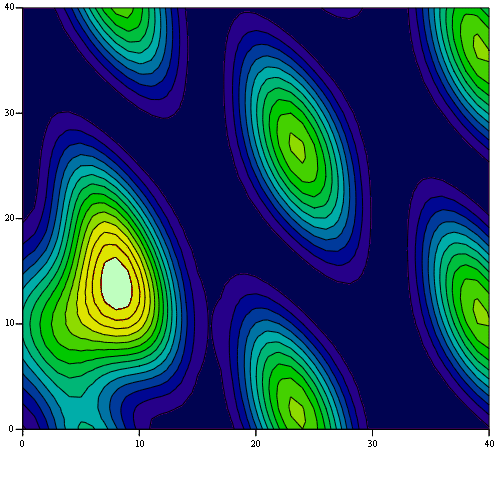
Znázornění zvlněné plochy
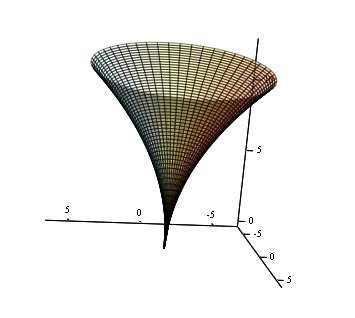
Znázornění plochy v prostoru